# Smaïl Ferrah
Smaïl Ferrah est un chanteur chaoui (Algérie), il chante en chaoui (berbère des Aurès). Son style se rapproche beaucoup du folk.

## Biographie
C’est un chanteur natif des Aurès. Il a été membre du groupe les Berbères avec Djamel Sabri. Après, il compose deux albums : Netta dhamazouarou et Amethna.
En 2003, il participe au Gala à Oum El Bouaghi, pour un hommage à la mémoire du chanteur des Aurès, Aïssa Djermouni.